# De pruik van Anatool
De pruik van Anatool is het 186ste stripverhaal van Jommeke. De reeks wordt getekend door striptekenaar Jef Nys. Scenarist is Jan Ruysbergh.

## Verhaal
Wanneer Anatool in het museum wat wil zakkenrollen, ziet hij de pruik van Don Juan. Anatool steelt deze pruik, want wie immers deze pruik opzet, zal iedere vrouw aan zijn voeten kunnen laten vallen. Missy Money, een mooie zangeres, geeft een persconferentie. Dan komt Anatool met zijn gestolen pruik, en enige tijd later zijn Anatool en Missy Money al verloofd. Anatools bedoeling is echter haar fortuin te bemachtigen.
Hij huurt ook twee lijfwachten, Kwak en Boemel. Samen vertrekken ze richting Malibu, een stad gelegen aan de kust. Daar zorgen ze dat Missy Money verdwijnt, en Anatool erft zo haar fortuin. Jommeke en zijn vrienden vernemen via de televisie over de verdwijning. Ze zoeken Anatool, Kwak en Boemel op. Bijna praat Kwak zijn mond voorbij. Jommeke en Filiberke gaan op onderzoek, ze vinden Missy Money opgesloten ergens in een bos. Ze heeft geheugenverlies en herinnert zich niets over de ontvoering. Anatool doet alsof hij heel blij is haar terug te zien, maar dat is hij uiteraard niet.
Het drietal probeert een tweede poging om Missy Money uit te schakelen, maar mislukt. De vrienden verdenken Anatool en kunnen hem uiteindelijk ontmaskeren door zijn pruik van zijn hoofd te halen. Missy Money is razend wanneer ze het bedrog merkt. Tot slot keren ze huiswaarts, alles komt terug bij het oude. Wat Anatool betreft, die blijft samen met Kwak en Boemel achter zonder fortuin.

## Achtergronden bij het verhaal
- De naam David Fopperfield, een knipoog naar een wereldbekende illusionist, David Copperfield.